# Patrick Ndayisenga
Patrick Ndayisenga, född 28 oktober 1971, är en friidrottare från Burundi. Han deltog vid olympiska sommarspelen 2000.